# Ordine della Corona (Iran)
L'Ordine della Corona fu un ordine cavalleresco dell'Impero Persiano.

## Storia
L'Ordine venne fondato dallo scià Reza Shah Pahlavi nel 1926 come il primo ordine strettamente legato alla casata regnante e venne istituito per celebrare la dinastia dei Pahlavi da poco salita al trono persiano in sostituzione della precedente estinta.

## Classi
L'Ordine disponeva delle seguenti classi di benemerenza:
- Cavaliere di Gran Stella
- Grand'Ufficiale
- Commendatore
- Ufficiale
- Cavaliere

## Insegne
- Il nastro era giallo con una striscia azzurra per parte.